# Мария Динолова
Мария Динолова е български музикант и педагог.

## Биография
Дългогодишен председател на дружество „Педагози музиканти“ към СБМТД – от 1994 до 2009. Преподавател по пиано и директор на „Музикалната школа“ в читалище „Петър Берон“ – София. През 2001 Мария Динолова е активен основоположник на Фестивал-конкурс „С крилете на музиката“ заедно с Анна Илиевска, Здравка Цанкова, Мариета Стаматова, Панка Старибратова, Васка Матеева.
В нейна памет на шестото издание на конкурса през май 2011 се учредява парична награда „Мария Динолова“.